# Hush Kit

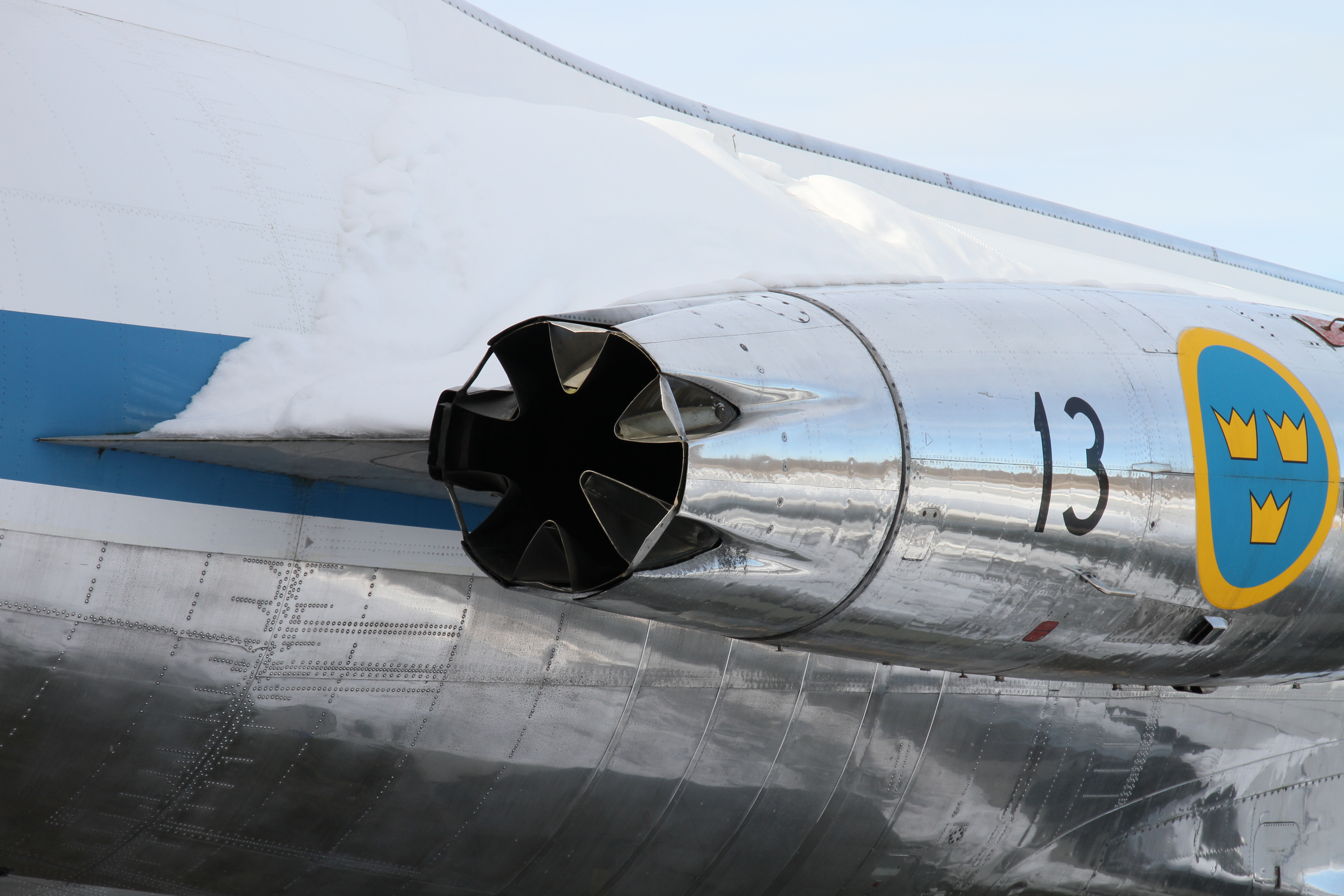
Ein Hush Kit an einer Sud Aviation Caravelle der schwedischen Luftwaffe

Hush Kit ist die Bezeichnung für eine nachrüstbare Einrichtung zur Schalldämmung an älteren Turbofantriebwerken, die nur ein niedriges Nebenstromverhältnis aufweisen.

## Prinzip

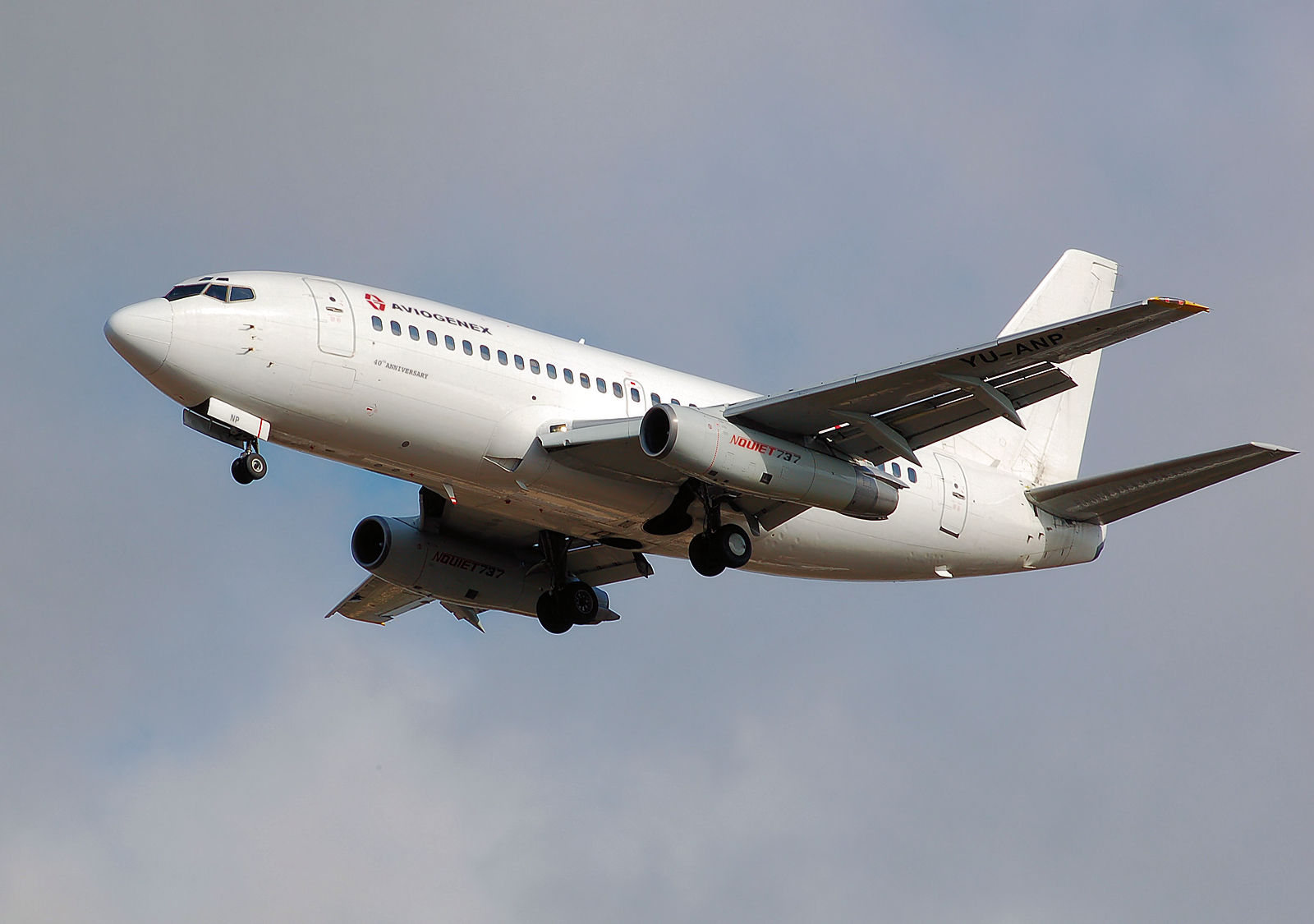
Eine Boeing 737-200 der Aviogenex mit nachgerüsteten Hush Kits

Die Hauptlärmquelle dieser Triebwerke ist meist die scharfe Trennung der schnellen Heißgase des Kerntriebwerks von der Umgebung. In dem angebrachten Mantel wird das Heißgas mittels einer speziellen Vorrichtung mit der Außenluft gemischt und so die starken Geschwindigkeitsdifferenzen vermindert.
Moderne Turbofantriebwerke erfüllen die Lärmvorschriften sehr viel leichter, da der höhere Nebenstromanteil, der eine geringere Geschwindigkeit als der Gasstrom des Kerntriebwerks aufweist, die heißen Gase so einhüllt, dass die Geräuschentwicklung deutlich reduziert ist.
EU-weit wird seit dem 1. April 2002 zivilen Strahlflugzeugtypen die Start- und Landeerlaubnis nur dann erteilt, wenn der betreffende Flugzeugtyp eine Lärmzulassung nach Kapitel 3 des ICAO-Regelwerkes „Annex 16“ nachweist. Demnach haben Strahlflugzeuge, die vor 1977 zugelassen wurden (Flugzeuge nach Kapitel 2), in der EU keine Start- und Landeerlaubnis mehr. Jedoch ist es für einige Flugzeugtypen möglich, durch Nachrüstung eines Hush Kits die Bedingungen für Kapitel 3 zu erfüllen. Allerdings erkauft man sich diese Bedingung mit einem Leistungsverlust des Triebwerks.
Betroffen von diesen Regularien und mit Hush Kits nachrüstbar sind beispielsweise die Boeing 727 sowie die Boeing 737-200 mit JT8D-Triebwerken von Pratt & Whitney oder die Tupolew Tu-154.